# Edificio del Banco de México
El Banco de México o Edificio de la Mutua es un edificio del Centro Histórico de la Ciudad de México que aloja la sede central de dicha institución financiera. Se ubica en la esquina de la avenida Cinco de Mayo y el Eje Central Lázaro Cárdenas.

## Historia
El edificio fue construido en la misma manzana que el Palacio de Correos. Es obra de los arquitectos Theodore de Lemos, con ingeniería de Gonzalo Garita y A.R. Whitney y fue construido entre 1903 y 1905 por encargo de la compañía estadounidense Mutual Life Insurance Company of New York. Fue inaugurado el 15 de abril de 1905 por Porfirio Díaz.
En 1920 fue comprado a dicha compañía para el establecimiento del banco central del país. Fue acondicionado y restaurado en 1925 en su fachada e interiores por Carlos Obregón Santacilia y Francisco Ramos en un estilo art déco y reinaugurado por Plutarco Elías Calles como sede del banco central el 1 de septiembre de 1925. El terreno adyacente, propiedad de la familia Escandón y en donde se asentaba la famosa Casa de los perros, fue vendido al Banco de México para dar paso a más oficinas del banco central mexicano en el Edificio Guardiola.
El 5 de abril de 1987 recibió la protección patrimonial de Monumento artístico por decreto presidencial. En dicha declaratoria se destacó que el edificio suma "a la configuración de uno de los ángulos estéticos más importantes de la Ciudad de México". En 2017 tras el sismo del 19 de septiembre los elementos de su fachada fueron reforzados.

## Arquitectura
El edificio tiene un estilo ecléctico inspirado en el renacentismo italiano. La planta baja cuenta con muros hechos con sillares marcadamente almohadillados con ventanas con herrería en cuadrícula. En el acceso principal los almohadillados rematan en una piedra clave central. A los costados de la puerta de acceso hay dos espacios para escudos en donde fueron colocadas las siglas del Banco de México. El edificio está dividido en tres plantas horizontales; entre la primera planta y la siguiente existe una separación con un friso delgado con diseño de grecas. Por encima del acceso ya en la segunda planta está inscrito el nombre "Banco de México" en una placa flanqueada de dos esculturas, un hombre y una mujer entre frutas y verduras obra del artista poblano Manuel Centurión. Toda la planta baja tiene lámparas de herrería.
La segunda planta está marcada por un orden gigante de cuatro columnas y dos pilastras de remates compuestos que abren un espacio al centro de la fachada para ventanas en tres pisos del edificio. El primer conjunto de ventanas en el segundo piso del edificio está hecho de pilares rectilíneos con un dintel plano con casetones clásicos. En los siguientes dos pisos superiores los pilares de las ventanas están marcadas por la estructura de acero del edificio y el tercero cuenta con balcones protegidos por una balaustrada con detalles en herrería de hojas de olivo. Una delgada cornisa separa el tercer y último nivel del edificio en donde pilastras conforman pequeñas ventanas. 
Dos cuerpos laterales a la izquierda y derecha del orden gigante compuesto están marcados por sillares que cierran con un arco la segunda y tercera plantas. Dicho arco tiene medallones en el sitio de las piedras clave. La primera y la segunda plantas en estos cuerpos laterales están divididas por un balcón con herrería que queda ligeramente exento. Como remate del edificio existe al centro del edificio un asta bandera de estilo art déco, y la cornisa tiene en los dos cuerpos laterales mascarones de león y cuatro copones de cobre como remates.
Fue estructurado con acero oculto para dar certeza ante el hundimiento de la ciudad y sus características sísmicas así como una cimentación de estilo Chicago, la cual ya había practicado Gonzalo Garita con la asesoría de la compañía Milliken Brothers de Chicago. Dentro de los cambios de Obregón fueron la adición de dos esculturas que flanquean el friso que detentó el nombre de la compañía estadounidense y cambiaron por el del Banco de México. En su interior se realizó un hall decorado profusamente bajo estilo art déco y se sumó, entre otras instalaciones, una bóveda de seguridad para sus funciones bancarias.